# Порумбаку, Вероника
Вероника Порумбаку (рум. Veronica Porumbacu, 24 октября 1921 — 4 марта 1977) — румынская поэтесса, прозаик, переводчик и радиоведущая.

## Биография
Родилась в 1921 году в еврейской семье в Бухаресте. В юности в 1930-х стала активисткой коммунистического движения. После окончания школы не смогла поступить в Бухарестский университет из-за антиеврейских законов, поэтому в 1943—1944 годах посещала частный колледж для евреев. Во время Второй мировой войны принимала участие в подпольной работе. 
Окончила философско-филологический факультет Бухарестского университета с 1944 по 1948 год. Была учительницей, репортёром и редактором румынского радиовещания компании в 1945—1949 годах, редактором, а затем помощником главного редактора в Viața Românească в 1949—1953 годах, помощником главного редактора в Gazeta literară в 1953—1956 годах и руководителем секции в Союзе румынских писателей в 1956—1964 годах. С 1970 года она преподавала в Бухарестском Дворце пионеров. 
Ею была выпущена уникальная поэтическая антология «Из женской лирики», в которую она включила стихи 181 поэтессы мира. Вероника Порумбаку — лауреат государственной премии Румынии. Её мужем был литературный критик Михаил Петровеану.
Погибла во время Карпатского землетрясения 1977 года.

## Сочинения
- В конце тридцать восьмого. Повесть. 1947.
- Эти годы. Сб. стихов. 1950
- Свидетельства. Сб. стихов. 1951.
- Мое поколение. Сб. стихов. 1955.
- Память слов. Сб. стихов. 1963.

## На русском языке
- Порумбаку Вероника. Мелодия света. — М.: Иностранная литература, 1963. — 103 с. (Современная зарубежная поэзия).